# Ant-Man (serial animowany)
Ant-Man (oryg. Marvel’s Ant-Man) – amerykański superbohaterski animowany miniserial krótkometrażowy z 2017 roku na podstawie serii komiksów o superbohaterze o tym samym pseudonimie wydawnictwa Marvel Comics. W oryginalnej wersji językowej tytułowej postaci głosu użyczył Josh Keaton. 
Ant-Man zadebiutował 10 czerwca 2017 roku w Stanach Zjednoczonych na antenie Disney XD. W Polsce emitowany był od 28 sierpnia do 4 września 2017 roku.

## Obsada
- Josh Keaton jako Scott Lang / Ant-Man[1]
- Melissa Rauch jako Hope van Dyne / Osa[1]
- Dee Bradley Baker jako Hank Pym[2]
- William Salyers jako Darren Cross / Yellowjacket[2]
- Laura Bailey jako Cassie Lang[2]
- Eric Bauza jako kosmita[2]
- Nolan North jako dezynsektor[2]
- Sam Riegel jako Elihas Starr / Jajogłowy[2]
- Fred Tatasciore jako David Cannon / Wir[2]

## Emisja
Ant-Man zadebiutował na antenie Disney XD w Stanach Zjednoczonych 10 czerwca 2017 roku. Do 11 czerwca wyemitowano wszystkie 6 odcinków miniserialu.  W Polsce emitowany był od 28 sierpnia do 4 września 2017 roku.

## Lista odcinków
| Nr | Tytuł          | Reżyseria                  | Scenariusz  | Premiera (Disney XD) | Premiera w Polsce (Disney XD) |
| -- | -------------- | -------------------------- | ----------- | -------------------- | ----------------------------- |
| 1  | Science Fair   | Kevin Manach, Ugo Bienvenu | Brian Wysol | 10 czerwca 2017      | 28 sierpnia 2017              |
| 2  | Alien Invasion | Kevin Manach, Ugo Bienvenu | Brian Wysol | 10 czerwca 2017      | 29 sierpnia 2017              |
| 3  | Soup Time      | Kevin Manach, Ugo Bienvenu | Brian Wysol | 10 czerwca 2017      | 30 sierpnia 2017              |
| 4  | Exterminator   | Kevin Manach, Ugo Bienvenu | Brian Wysol | 11 czerwca 2017      | 31 sierpnia 2017              |
| 5  | Proton Cube    | Kevin Manach, Ugo Bienvenu | Brian Wysol | 11 czerwca 2017      | 1 września 2017               |
| 6  | Not a Date     | Kevin Manach, Ugo Bienvenu | Brian Wysol | 11 czerwca 2017      | 4 września 2017               |

## Produkcja
W czerwcu 2016 roku poinformowano, że Marvel Animation pracuje nad serialem krótkometrażowym o Ant-Manie. Studio zatrudniło w tym celu duet reżyserski Uga Bienvenu i Kevina Manacha. W październiku  oficjalnie ogłoszono, że produkcja powstanie przy współpracy z Passion Pictures. Ujawniono wtedy, że Josh Keaton i Melissa Rauch użyczą głosów Scottowi Langowi / Ant-Manowi i Hope van Dyne / Osie. Za scenariusz odpowiadał Brian Wysol, producentami wykonawczymi zostali Alan Fine, Dan Buckley, Joe Quesada, Cort Lane, Stephen Wacker i Stan Lee, a producentami Cara Speller i Marc Bodin-Joyeux.

## Odbiór
Kwame Opam z The Verge zachwalał serię i stwierdził, że „przypomina starą szkołę komiksów” i porównał ją do prac „Jacka Kirby’ego, dzięki ostremu stylowi animacji i ciągłym żartom Langa. Lang jest tutaj naturalnym awanturnikiem; postać wydaje się o wiele swobodniejsza niż w filmie Ant-Man”. John Schwarz z Bubbleblabber napisał, że serial „wygląda świetnie [...] Reżyseria Ugo Bienvenu i Kevina Manacha jest doskonała, a dialogi uległy ogromnej poprawie, a to wszystko dzięki Brianowi Wysolowi”.